# Chien de recherche au sang de Hanovre
Le chien de recherche au sang du Hanovre (Hannoverscher Schweisshund), plus communément appelé chien de rouge du Hanovre ou rouge du Hanovre, est une race de chiens originaire d'Allemagne. C'est un chien courant de taille moyenne, robuste et athlétique, à la robe rouge-cerf. Le chien de rouge de Hanovre est un chien de chasse utilisé comme chien de recherche au sang.

## Historique

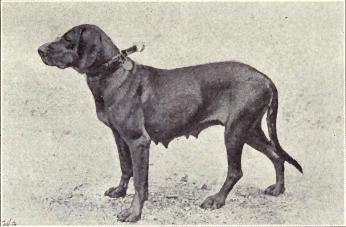
Un limier de Hanovre en 1915.

Le chien de rouge du Hanovre trouve ses origines au XIXe siècle en Saxe lorsqu'un garde-chasse de Hanovre entama la sélection  d'un chien de recherche au sang, c'est-à-dire un chien de chasse spécialisé dans la recherche du gibier blessé. Il effectua des croisements entre les lignées des « anciens limiers-courants allemands » et d'une race de chien aujourd’hui disparue, le haidbracke, chien courant des landes allemandes. 
De fait, ces chiens peu répandus étaient pratiquement réservés et utilisés dans les Jägerhöfe, véritables institutions cynégétiques créées en Allemagne au XVIIIe siècle, dont l'objectif était la formation des chasseurs professionnels rattachés aux cours princières de l’époque[réf. nécessaire].
La plus célèbre de ces écoles de chasse par la qualité de l'enseignement prodigué (élevage et entretien des chiens de chasse, des chevaux, etc.) aura indiscutablement été le Jägerhof de l'ancien royaume de Hanovre où se développa l'art de la recherche du gibier blessé[réf. nécessaire].

## Standard

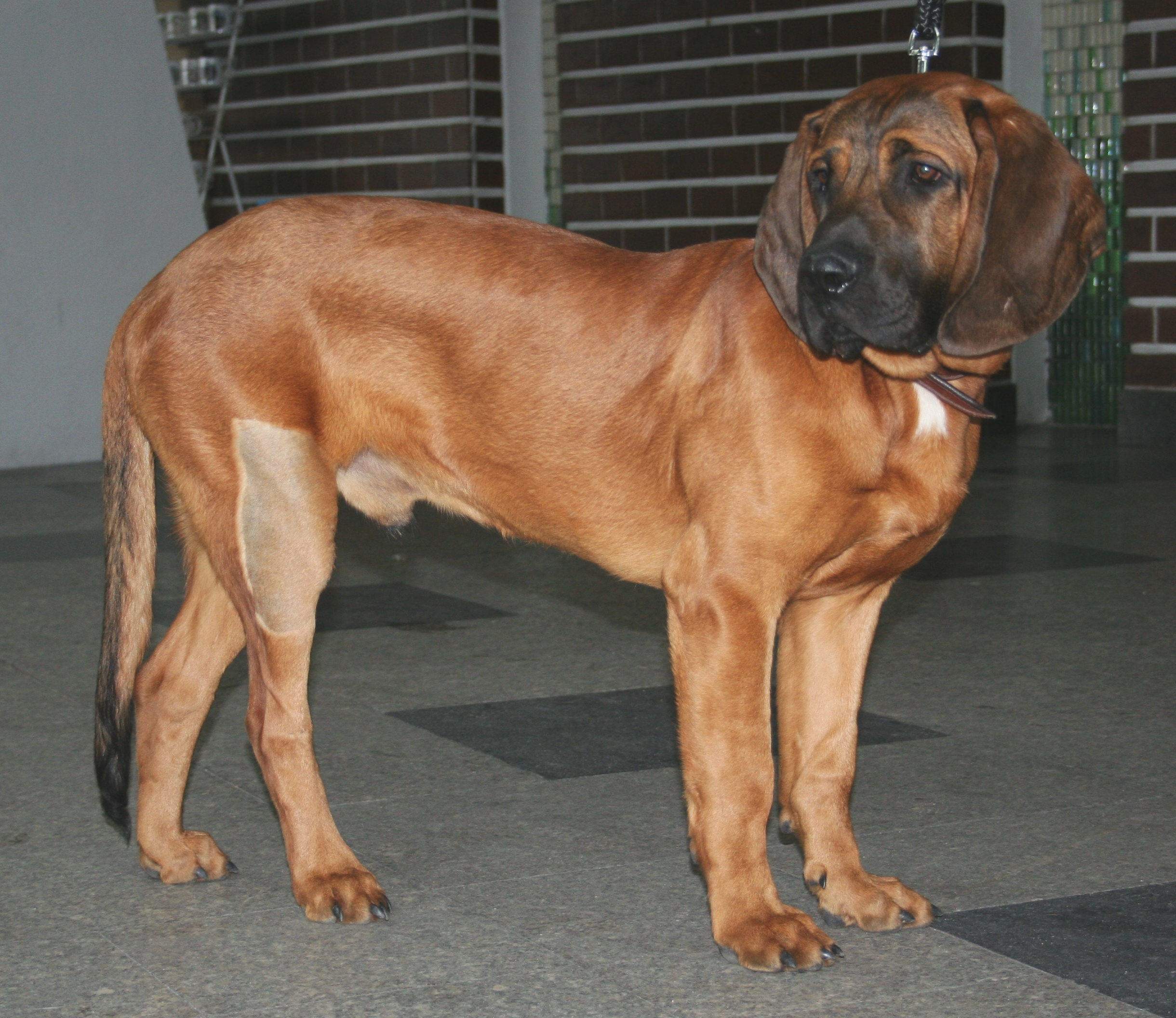
Chien de rouge de Hanovre à une exposition canine à Katowice en Pologne.

Le chien de rouge du Hanovre est un chien courant de taille moyenne, d'aspect robuste et puissant. Les membres sont musclés, le poitrail est profond. Le dimorphisme sexuel est prononcé. Longue, légèrement incurvée, la queue est attachée haut. Forte à la base, elle s'amincit progressivement à l'extrémité. La tête est large, avec des babines largement débordantes et un front souvent ridé. De longueur moyenne, les oreilles attachées hautes et larges pendent à plat, serrées contre la tête, et se terminent en léger arrondi. Les yeux sont marron foncé.
Le poil est ras, fourni, dur presque rêche. La robe est de couleur rouge-cerf plus ou moins foncé, avec un masque noir au niveau de la tête. La robe peut être bringée et comporter de petites taches blanches au poitrail.

## Caractère
Le standard de la Fédération cynologique internationale décrit la race comme calme et équilibrée, très attachée à son maître distante vis-à-vis des étrangers. L'éducation doit être réalisée avec fermeté et douceur dès le plus jeune âge.

## Utilité

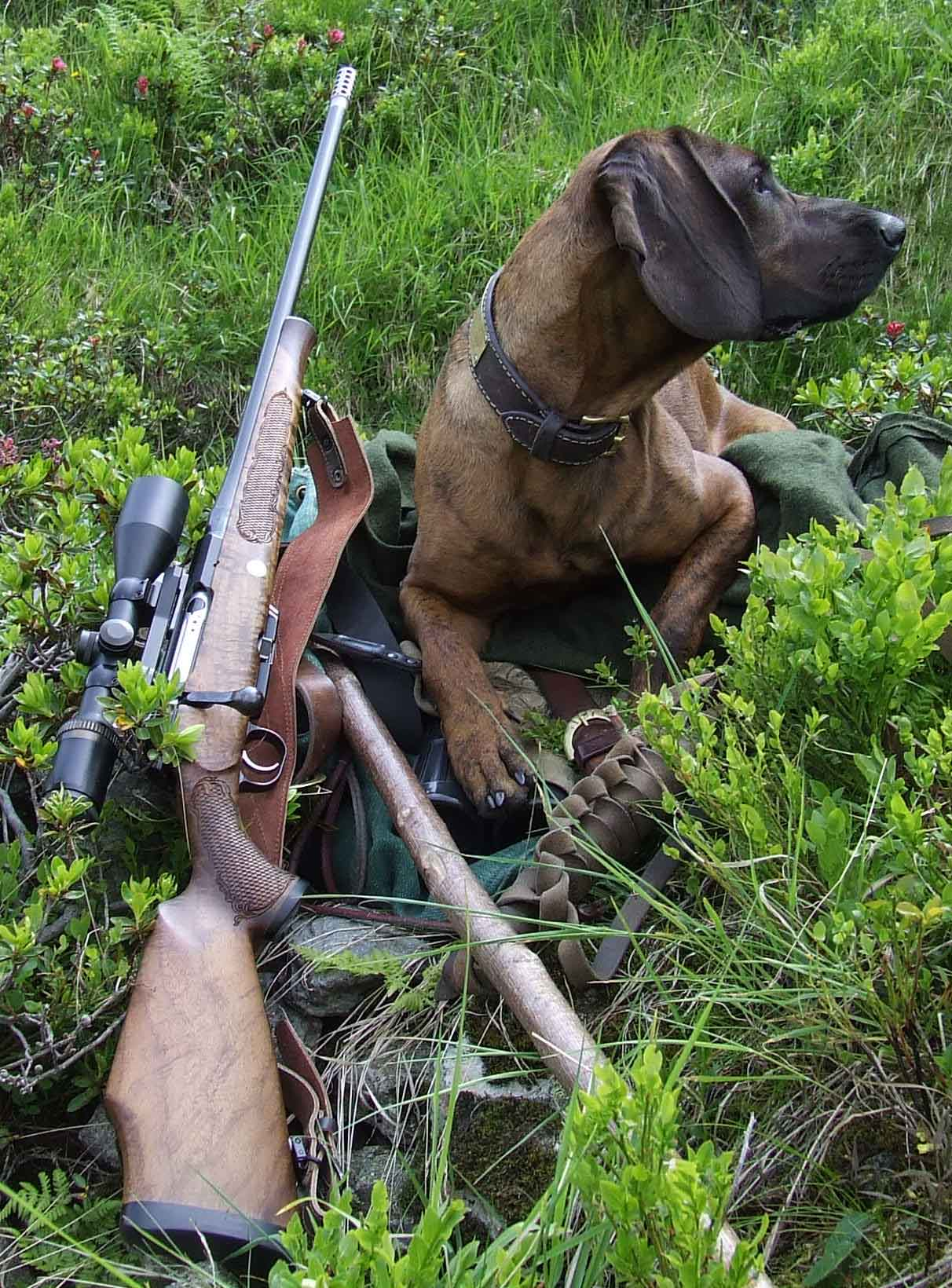
Un chien de rouge du Hanovre couché devant un fusil après une recherche dans les Alpes de Kitzbühel.

Le chien de rouge du Hanovre est un chien de chasse utilisé pour la recherche au sang sur le grand gibier blessé. La race est dotée d'un bon flair, d'un caractère mordant et obstiné.
Bon chien de famille, il ne peut pas être considéré comme un chien de compagnie, car il reste avant tout un chien de chasse. De longues promenades et beaucoup d’exercice lui sont absolument indispensables si d'aventure il devait vivre en ville.

## Races apparentées
Le chien de rouge du Hanovre a participé à la création du chien de rouge de Bavière, qui est un chien de recherche au sang plus léger, construit pour les terrains montagneux.